# 李祐
李 祐（り ゆう、生年不詳 - 貞観17年4月6日（643年4月29日））は、中国の唐の太宗李世民の五男。斉王に立てられたが、乱を起こして自殺させられた。字は賛。

## 経歴
李世民と殷徳妃の間に生まれた。武徳8年（625年）、宜陽王に封じられ、その年のうちに楚王に進んだ。貞観2年（628年）、燕王に徙封された。貞観10年（636年）、斉王に改封され、斉州都督に任じられた。貞観11年（637年）、斉州に赴任した。貞観12年（638年）、入朝し、病を理由に長安に留まった。母方の伯父の殷弘智が太宗死後のことを憂慮して、燕弘信を李祐に推薦して側近につけ、剣士を集めさせた。貞観15年（641年）、李祐は斉州に帰った。
太宗は諸王府の長史や司馬には、必ず硬骨の者を用いて、王に過失があれば上聞させていた。李祐は狩猟を好み、側近には昝君謩・梁猛虎といった狩猟仲間たちを任用していた。長史の薛大鼎はたびたび李祐を諫めたが、聞き入れられなかった。太宗は李祐の行状が改まらないので、薛大鼎の代わりに権万紀をつけた。権万紀は法にもとづいて李祐を捕縛し、昝君謩・梁猛虎らをしりぞけた。権万紀は李祐に謝罪の上書を出させたので、太宗は喜んで権万紀に褒美を与えた。李祐は権万紀が労をねぎらわれたのに、自分だけ責めを受けたのでますます不満を抱いた。権万紀が李祐に出国させず、しつこく李祐の罪を朝廷に報告したので、李祐の怒りは爆発した。貞観17年（643年）、李祐は燕弘亮らと謀って、権万紀を射殺し、遺体をばらばらにした。城中の男子15歳以上のものをことごとく動員して起兵し、私的に官位を発給してばらまいた。しかし人心は定まらず、夜中に逃亡するものが続出した。
李勣と劉徳威の討伐を受け、杜行敏の活躍で城門は開かれ、李祐は捕らえられて長安に送られた。内侍省で自殺させられ、位は庶人に落とされ、国公の礼で葬られた。

## 伝記資料
- 『旧唐書』巻76 列伝第26「庶人祐伝」
- 『新唐書』巻80 列伝第5「庶人祐伝」